# Deutscher Kanarien- und Vogelzüchter-Bund
Der Deutsche Kanarien- und Vogelzüchter-Bund e. V. (DKB) ist eine nichtstaatliche Dachorganisation für Vogelvereine mit dem Ziel, Natur und Umwelt zu schützen. Die Besonderheit ist, dass der Verein keine Einzelmitglieder erlaubt, sondern man Mitglied durch einen der über 400 angeschlossenen Vogelvereine werden kann. Der Schwerpunkt der Vogelzüchter liegt in den Fachgruppen der Farben- und Positurkanarien, der Brauchtumspflege der Gesangskanarien, der Arterhalt von domestizierten Mischlingen, Cardueliden und Europäischen Vogelarten, sowie den Erhalt der Wildformen von Sittichen und Exoten.

## Geschichte

### Verein Deutscher Kanarienzüchter
Im Jahr 1890 gründete sich der Verein Deutscher Kanarienzüchter als Zusammenschluss mehrerer Vogelschutz- und Vogelzuchtvereine im Deutschen Kaiserreich. Bereits zu seiner sechsten Generalversammlung in Coburg am 27. Juli 1896 waren mehr als zwölf Vertreter von Vereinen aus Städten wie Dresden, Halle, Leipzig, Magdeburg, Nürnberg und Wiesbaden vertreten. Einige der ältesten noch heute existierenden Vereine wie der 1880 gegründete Dresdner Kanarienzüchter und Exotenzüchter Verein e. V. bestehen seitdem fortwährend. Eines der wichtigsten Organe der damaligen Vereine war die 1872 erstmals erschienene Fachzeitschrift Gefiederte Welt sowie die bereits seit 1876 erschienene Fachzeitschrift Die Vogelwelt. Bis 1933 gründeten sich immer mehr regionale Vogelschutz- und Vogelzuchtvereine in einem nahen Umfeld des damaligen Bund für Vogelschutz. Die nationalsozialistische Politik Anfang der dreißiger Jahre brachte unter Losungen wie Kein deutsches Haus ohne einen edlen Kanariensänger! einen trügerischen Aufschwung in der Kanarien- und Sittichhaltung.

### Zeit des Nationalsozialismus
In der Behördenstruktur wurde der Vogelschutz zunächst 1933 dem Fachamt Naturschutz des neu geschaffenen Reichsbund Volkstum und Heimat zugeordnet. Kurz nach der Machtergreifung 1933 versuchte man die Zusammenführung der Vereinsinteressen und die Vogelvereine zum Beispiel den Verein der Ziegenzüchter anzuschließen. In der Zeit des Nationalsozialismus wurden letztlich der Reichsverband Deutscher Kanarienzüchter und die Reichsfachschaft Deutscher Kanarienzüchter dem Reichsministerium für Wissenschaft, Erziehung und Volksbildung unterstellt.

### Nach 1945
Die wenigen Vögel, die in der Nachkriegszeit noch vorhanden waren, dienten als Grundstock für den Neubeginn der regionalen Zuchten. Der 1947 eingetragene Verein betreut seither neben den Liebhabern und Züchtern von Kanarien auch Züchter von Wellensittichen, Prachtfinken, Großsittichen, und andere exotische Vögeln. In seiner Zielsetzung wird neben der Förderung der Kanarien- und Vogelzucht allgemein auch dem Vogel-, Natur- und Umweltschutz großes Augenmerk geschenkt. Dazu kommen die Aufgaben der Förderung der Zucht von über 800 verschiedener Vogelarten, die Betreuung und Beratung der Mitglieder, das Wecken des Interesses zur Haltung und Zucht der Vögel, Überwachung und Durchführung einheitlicher Bewertungen und die Ausrichtung gemeinsamer Meisterschaften für alle Zuchtrichtungen. Der DKB gibt für seine Mitglieder eigene amtlich anerkannte Fußringe heraus.

### Seit 2020
Durch die COVID-19-Pandemie in Deutschland und die damit einhergehenden Einschränkungen musste die Deutsche Meisterschaft des DKB in den Jahren 2020 und 2021 abgesagt werden. Um den Zusammenhalt der Züchter und den notwendigen Austausch aufrechtzuerhalten, wurde im Jahr 2020 eine Mitgliederbefragung abgehalten und daraus resultierend die Zeit für Digitalisierungsbestrebungen genutzt. Seit dem Webseitenneustart im Mai 2022 firmiert der DKB als Dachverband der Vogelzucht- und Vogelschutzvereine im Internet unter dem Namen „Vogelbund“, betreut eine Ringidentifikation für Fundtiere, betreut ein bundesweites Veterinärverzeichnis für vogelkundige Tierärzte und betreibt einen zentralisierten Kalender über Vogelschauen und Vogelbörsen.

## Ehrenamtliche Arbeit
Zur fachlichen Betreuung wurden spezielle Fachgruppen als Untergruppen gebildet, jede Fachgruppe hat dabei eine eigene Preisrichtervereinigung.
- Fachgruppe Gesang, Gesangsfarben-, Gesangspositurkanarien und Wasserschläger
- Fachgruppe Farben- und Positurkanarien
- Fachgruppe Mischlinge und Cardueliden
- Fachgruppe Sittiche und Exoten

Der DKB gliedert sich in seiner heutigen Struktur in 31 Landesverbände, für deren Mitglieder werden regelmäßig Ausstellungen und Meisterschaften organisiert, in denen die dem definierten natürlichen Standard „schönsten“ Vögel ausgestellt und prämiert werden. Die Deutsche DKB-Meisterschaft findet jährlich am ersten Wochenende im Januar statt. In Deutschland ist der Verein die Nummer zwei (nach Mitgliedern) innerhalb der Zuchtvereinigungen.
Um auch an international anerkannten Zuchtstandards mitwirken zu können, ist der Verein Mitglied in der Confédération Ornithologique Mondiale und dem Europäischen Verband für Geflügel-, Tauben-, Vogel-, Kaninchen- und Caviazucht. So wird auch die Teilnahme einzelner Züchter an internationalen Wettbewerben ermöglicht.

### Klaus-Speicher-Preis

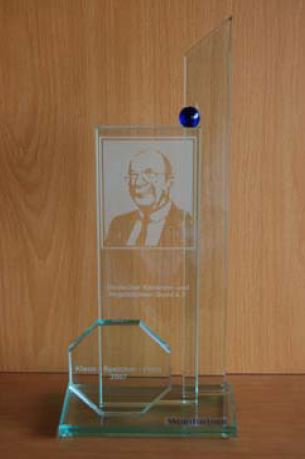
Jährliche Auszeichnung zur Ehrung von Klaus Speicher.

Zu Ehren und zum Andenken an den Ornithologen und Autoren Klaus Speicher wird möglichst jährlich vom DKB der Klaus-Speicher-Preis vergeben. Diese Auszeichnung können Einzelpersonen oder Gruppen erhalten, die sich in herausragender Weise für die Aufgaben und Ziele des DKB einsetzen und sich damit im Bereich der Vogelzucht, des Vogelschutzes und im Interesse von Vogelhaltern verdient gemacht haben. Es werden Maßnahmen und Initiativen besonders gewürdigt, die dem Ansehen und der Glaubwürdigkeit verantwortungsvoller Vogelzüchter, Vogelhalter und Vogelschützer dienen und die Vorbildfunktion für eigenes Tun und Handeln beispielhaft verdeutlichen.

### Bruno-Regler-Preis
Zu Ehren und zum Andenken an den 2017 verstorbenen Vorsitzenden Bruno Regler der Preisrichtergruppe „Sittiche und Exoten“, kann jährlich von der Preisrichtergruppe Sittiche und Exoten dieser Ehrenpreis vergeben werden. Diese Auszeichnung kann eine Einzelperson für den besten Artikel im Vogelfreund erhalten. Voraussetzung ist, eine mittelbare DKB-Mitgliedschaft. Der Beitrag sollte in keinem anderen Medium veröffentlicht sein. Die Preisrichtergruppe SE legt den jeweiligen Preisträger fest. Der Ehrenpreis wird auf der Haupttagung des DKB vergeben.

## Landesverbände
Die Landesverbände sind die direkten Mitglieder des DKB. Eine natürliche Person ist Mitglied über einen der über 400 regionalen Vogelvereine, der in einem der 31 Landesverbände organisiert ist, indirektes Mitglied. Die Landesverbände spiegeln dabei nicht die heutigen Bundesländer der Bundesrepublik Deutschland wieder, sondern sind historisch gewachsen. Die meisten Landesverbände pflegen auch einen „Verein der Einzelmitglieder“ – meist unter der Nummer 99 zusammengefasst. Hier besteht die Möglichkeit, sich direkt und ohne einen örtlichen Verein anzuschließen.
Diese föderale Struktur und mangelnde regionale Öffentlichkeitsarbeit erschwerte es interessierten Personen, Mitglied im Verband zu werden. Seit dem Jahr 2022 kann erstmals über die Webseite des DKB jede interessierte Person Mitglied werden. Dies ist dem Präsidium dadurch gelungen, dass ein Antrag auf Mitgliedschaft im Landesverband 13 im Verein 1388 für Einzelmitglieder gestellt wird. Die interessierten Neumitglieder werden aus dieser in Deutschland ungewöhnlichen vereinsbesonderen Art einer Auffanggesellschaft bei Interesse an die jeweiligen Landesverbände weitervermittelt.
Gewählte Delegierte der Landesverbände werden als stimmberechtigte Vertreter von den angeschlossenen Vereinen zu den zweimal im Jahr stattfindenden Tagungen entsendet, um die Interessen ihrer regionalen Vereine zu vertreten. Die Interessensvertretung findet durch Anträge an das Präsidium statt, welche alle Anträge der Landesverbände frühzeitig im Vogelfreund veröffentlichen. Mit den Anträge an die Haupttagung vom 24. September 2022 wurde erstmals beschlossen, dass Voraussetzung für die Aufnahme eines neuen Landesverbandes in den DKB, eine Mitgliederzahl von mindestens 100 mittelbaren Mitgliedern notwendig ist.

### Besonderheit der Landesverbände im DKB
Eine Besonderheit des DKB und einiger seiner Landesverbände ist, dass sie als Verein länger als der Dachverband existieren und noch aus dem Deutschen Kaiserreich stammen, wie zum Beispiel der 1897 gegründete Bayerische Landesverband der Vogelzüchter-, Vogelliebhaber- und Vogelschutzvereine e. V. aus dem Wilhelminischen Zeitalter. Der im Königreich Bayern gegründete Landesverband war vorerst ein nicht eingetragener regionaler Verein. Durch den Aufstieg von solchen bundesweiten oder regionalen Massenverbänden und Zusammenschlüssen, sowie die wachsende Bedeutung der Presse gewann zudem die öffentliche Meinung an Gewicht. Ein Verein ist als Vereinigung von natürlichen und/oder juristischen Personen zur Verfolgung eines bestimmten Zwecks bis heute eine Form der Freiwilligen-Organisationen. Er hat auch heute noch eine wichtige Bedeutung und ist stark verbreitet. So sind zum Beispiel Verbände oft in der Rechtsform eines Vereins vorzufinden. Intensiv wird dessen Bedeutung im Zusammenhang mit der Zivilgesellschaft im Freiwilligensurvey untersucht. Diese föderale Struktur des DKB als Dachorganisation ist gleichzeitig Schutz der Struktur und zusätzlich Belastung für eine Entwicklung als Interessensvertreter der regionalen Vogelvereine und Vogelzüchter in der modernen Massengesellschaft.
Die Landesverbände des DKB sind in ihrer föderalen Struktur bis heute auch eine historische Widerspiegelung der deutschen Länder und preußischen Provinzen sowie der Deutschen Wiedervereinigung. Diese Besonderheit rührt daher, dass jeder Landesverband gleich stimmberechtigt ist, unabhängig der Anzahl der angeschlossenen natürlichen Mitglieder. Dies führte bisher immer zu einer individualpsychologischen Überstimmung einer gewünschten organisatorischen Neustrukturierung bei den jährlichen Haupttagungen, wenn ein solcher Antrag eingebracht wurde. Im Umkehrschluss führte dieses Phänomenen aber auch oft zu einem Verlust aller natürlichen Mitglieder eines regionalen Vereins, sobald ein Landesverband oder ein regionaler Vogelverein nicht mehr existiert. Dieses Phänomenen des Mitgliederverlustes ist in der gesamten deutschen Vereinsentwicklung festzustellen. Gaben 1990 rund 62 Prozent der Bundesbürger an, Mitglied in mindestens einem Verein zu sein, waren es 2000 nur noch 53 Prozent. 2014 besaßen lediglich 44 Prozent der Deutschen eine Vereinsmitgliedschaft.
Die aktuellen Landesverbände sind hier als numerische Liste aufgeführt.

## Deutsche Meisterschaft

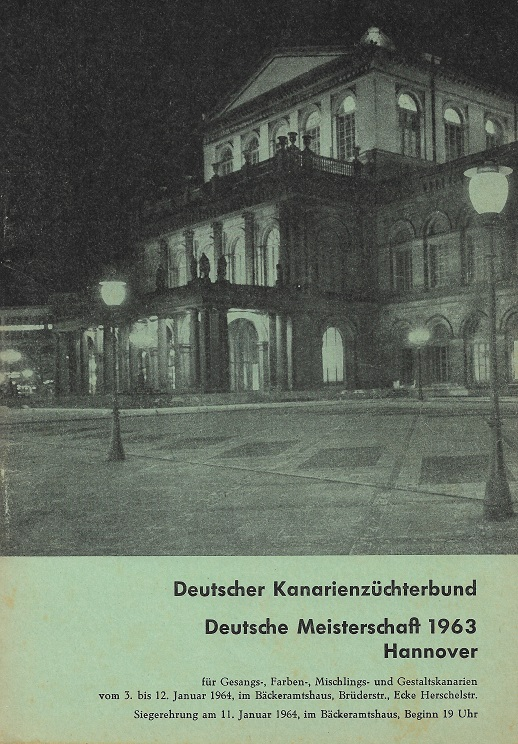
Plakat der 17. Deutschen Meisterschaft des DKB in Hannover (1963)

Die Deutsche Meisterschaft des DKB ist eine seit 1947 jährlich stattfindende Ausstellung von Vogelzüchtern der Bundesrepublik Deutschland. In den verschiedenen Fachgruppen werden durch Preisrichter die Tiere ausgezeichnet, welche die definierten Standards der Preisrichtervereinigungen am ehesten erfüllen. In über 57 verschiedenen Kategorien werden die Tiere prämiert.
Um dem Brutverhalten der meisten gehaltenen Vogelarten zu entsprechen, findet die Ausstellung immer im Zeitraum Dezember bis Januar statt. Die Meisterschaft fand bis in die 2000er Jahre an wechselnden Standorten statt, wurde jedoch zur besseren Koordination seit mehr als einem Jahrzehnt in das Messezentrum in Bad Salzuflen verlegt. Die Ausstellung ist seit 1947 regelmäßig erfolgt und nur in der Corona-Pandemie ausgefallen.
Das Ausstellungswesen ist seit Jahrzehnten in ständiger Kritik von Tierschutzvereinen, da die Unterbringung in den Schaukäfigen über einen längeren Zeitraum und die Präsentation vor einem Publikum für das ausgestellte Tier als eine hohe physische und psychische Belastung bewertet wird. Das Ausstellungswesen wird stetig von Veterinären des Landkreises Lippe begleitet und überprüft.
Die bisherigen Austragungsorte sind in der angehängten Tabelle aufgeführt.

## Publikationen
In der DKB-Schriftenreihe:
- Werner Stanek: Organisierte Haltung und Zucht von Vögeln (Heft 1), [2007]; Inhaltsverzeichnis
- Werner Stanek: Unterbringung und Fütterung von Cardueliden (Heft 2), [2007]; Inhaltsverzeichnis
- Werner Stanek: Genetische Grundlagen der Farbenkanarien-Zucht (Heft 3), [2008?]; Inhaltsverzeichnis
- Werner Stanek: Finken-Hybridzucht (Heft 4), [2010]; Inhaltsverzeichnis
- Werner Stanek, Klaus Weber: Management in der Vogelzucht (Heft 5), [2012]; Inhaltsverzeichnis
- Eugen Franke, Hans Claßen: Sach- und Fachkunde in der Vogelhaltung und Zucht (Heft 6), [2013]; Inhaltsverzeichnis

Periodika:
- Der Vogelfreund. Fachorgan des Deutschen Kanarien- und Vogelzüchter-Bundes e. V. Fachzeitschrift für Vogelzüchter, Vogelliebhaber, Vogelschützer, 1947 ff., ISSN 1618-8535